# Sint-Stefanuskerk (Batsheers)
De Sint-Stefanuskerk is een kerkgebouw in Batsheers in de Belgische gemeente Heers in de provincie Limburg. De kerk staat aan de Norbertijnenlaan op een kerkheuvel en wordt omgeven door het ommuurde kerkhof.
Het bakstenen gebouw is een zaalkerk opgetrokken in een sobere, classicistisch-barokke stijl en bestaat uit een uitgebouwde vlakopgaande westtoren met ingesnoerde naaldspits, een eenbeukig schip met drie traveeën en een koor met een driezijdige koorsluiting. Tegen de oostgevel van het koor is de sacristie aan gebouwd. Het gebouw heeft voor een deel een plint van silex en hoekbanden van kalksteen die mogelijk het restant zijn van de oorspronkelijke romaanse kerk. Het gebouw is verder voorzien van een dropmotief in baksteen onder de dakranden van het schip, koor en de toren, pilasters van baksteen op de hoeken, en getoogde vensters in het schip voorzien van een omlijsting van kalksteen met negblokken in regelmatig verband en hanenkamvormige lateien. De toren heeft een getoogd portaal in de westgevel voorzien van een rechthoekige omlijsting in kalksteen met twee negblokken en neuten, waarboven zich het wapenschild bevindt van de bouwheer abt Frederic Van de Panhuysen, met daar weer boven een venster zoals eerder beschreven. In iedere zijde van de toren bevindt zich een getoogd galmgat in baksteen. De kerk heeft vanbinnen een vlakke zoldering en wordt aan de buitenzijde gedekt door een zadeldak.
De kerk is de parochiekerk van het dorp en gewijd aan Sint-Stefanus.

## Geschiedenis
Ter plaatse stond hier oorspronkelijk waarschijnlijk het romaanse gebouw.
Aan het eind van de 17e eeuw werd ze tijdens de oorlogen van Lodewijk XIV geplunderd.
In 1712 werd er gemeld dat de oude kerk in slechte staat is. In 1727-1728 werd de huidige kerk gebouwd in opdracht van de abdij van Averbode die eigenaar is van het patronaatsrecht en de tienden van de kerk.
De kerk werd samen met het ommuurde kerkhof en de toegangstrap in 2006 beschermd als monument.